# Tinker Juarez
David "Tinker" Juarez (ur. 4 marca 1961 w Los Angeles) – amerykański kolarz górski, srebrny medalista mistrzostw świata.

## Kariera
Największy sukces w karierze Tinker Juarez osiągnął w 1994 roku, kiedy na mistrzostwach świata w Vail wywalczył srebrny medal w cross-country. W zawodach tych wyprzedził go jedynie Duńczyk Henrik Djernis, a trzecie miejsce zajął Bart Brentjens z Holandii. Był to jedyny medal wywalczony przez Juareza na międzynarodowej imprezie tej rangi. Ponadto w sezonie 1994 Amerykanin zajął trzecie miejsce w klasyfikacji generalnej cross-country Pucharu Świata w kolarstwie górskim. W 1996 roku wystąpił na igrzyskach olimpijskich w Atlancie, gdzie w swej koronnej konkurencji był dziewiętnasty. Na rozgrywanych cztery lata później igrzyskach olimpijskich w Sydney rywalizację w cross-country zakończył na trzydziestej pozycji.